# Tratturo Pescasseroli-Candela

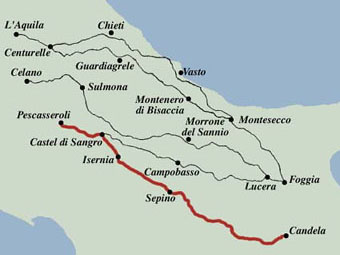
Mappa dei principali tratturi con evidenziato il Tratturo Pescasseroli-Candela

Il Regio Tratturo Pescasseroli-Candela è il secondo o terzo tratturo, per ordine di lunghezza, dell'Italia meridionale. Grazie ai suoi 211 km, esso consente il collegamento dell'Abruzzo montano con il tavoliere pugliese, ripercorrendo antichi cammini probabilmente già seguiti in epoca romana e pre-romana e poi riutilizzati dal Basso Medioevo. Ad oggi, l'antica via sfruttata per il transito del bestiame ha attirato un nutrito interesse da parte di storici e studiosi desiderosi di sottolineare il valore di uno dei principali percorsi solcati durante la transumanza da pastori e allevatori, tanto da essere soprannominato la “via della lana”.

## Geografia

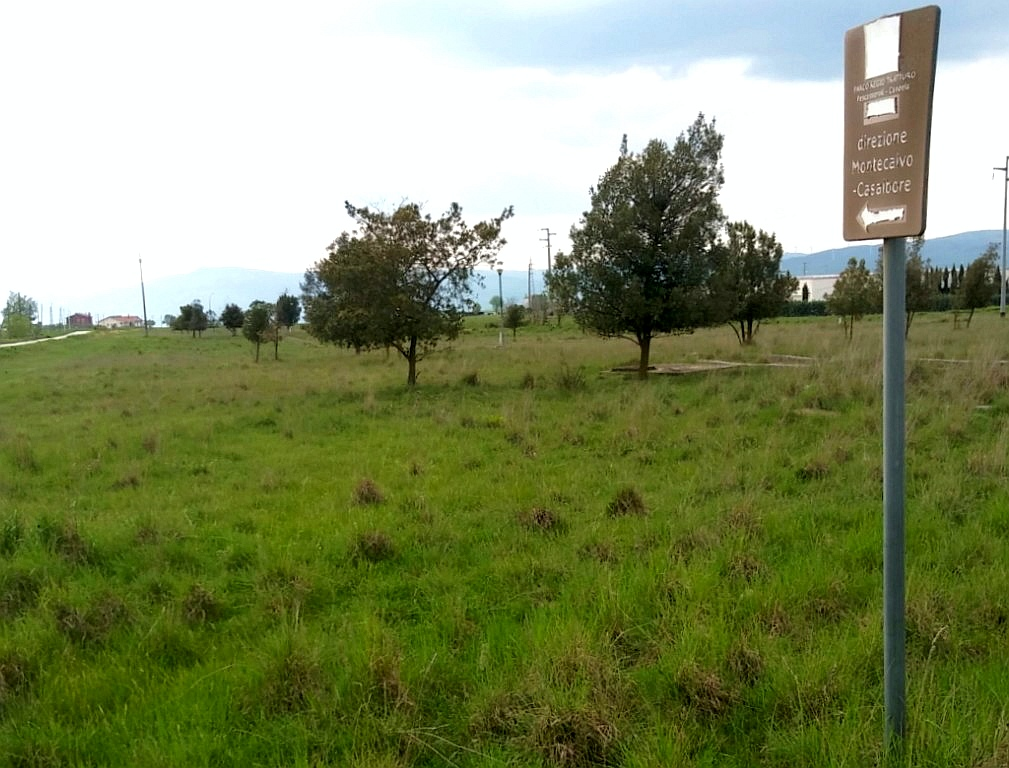
Il tratturo sull'altipiano di Camporeale, presso Ariano Irpino. Il segnale indica la tappa successiva, il riposo di Casalbore, in direzione Pescasseroli.

Lungo 211 km, il tratturo presenta sull'intero tracciato, da Pescasseroli in Abruzzo fino al confine tra Candela e Ascoli Satriano in Puglia, una larghezza media di 60 metri; era ancora in uso come direttrice della transumanza fino ai primi anni '50 del XX secolo. In qualche tratto il suo percorso si affiancava a quello della via Herculia, una strada consolare romana di epoca imperiale che collegava Aufidena (non lontano da Pescasseroli) con la Lucania, passando a non molta distanza da Candela.
Il tratturo inizia il suo tragitto da Campomizzo, una località a nord di Pescasseroli, e nel suo tratto iniziale attraversa il parco nazionale d'Abruzzo, Lazio e Molise. 
A Ponte Zittola, presso Castel di Sangro, se ne distacca il tratturo Castel di Sangro-Lucera, che andrà a sua volta a confluire nel tratturo Celano-Foggia. Più oltre, questi tre tratturi sono ulteriormente interconnessi dal braccio Centocelle-Cortile-Matese presso San Polo Matese. 
Nel suo tratto molisano il percorso del tratturo segue la strada statale 17 dell'Appennino Abruzzese e Appulo Sannitico, toccando Isernia e attraversando la sella di Vinchiaturo fra Bojano e Saepinum, portandosi quindi temporaneamente sul versante tirrenico.
Dopo aver superato la valle del Tammaro, a partire dal territorio di Casalbore (ove si estendeva una vasta area di riposo) il tratturo penetra quindi nella valle del Miscano per lambire il villaggio neolitico de La Starza (da dove si dirama il braccio Fràscino) e attraversare poi nuovamente la linea spartiacque all'altezza della sella di Ariano; in tale punto si dirama inoltre il tratturello Camporeale-Foggia. Dal 2006 questo particolare tratto è stato alberato e delimitato con picchetti in pietra e legno a cura della comunità montana dell'Ufita, trasformandosi così in un percorso turistico-sportivo-ambientale con possibilità di escursioni a cavallo, in bici e in trekking.
Dopo aver risalito l'alto corso del fiume Cervaro rasentando l'antico borgo di Zungoli, il tratturo inizia a discendere lentamente lungo le pendici del Subappennino dauno fino a terminare il suo percorso a valle di Candela, all'estremità meridionale del Tavoliere delle Puglie.

## Percorso

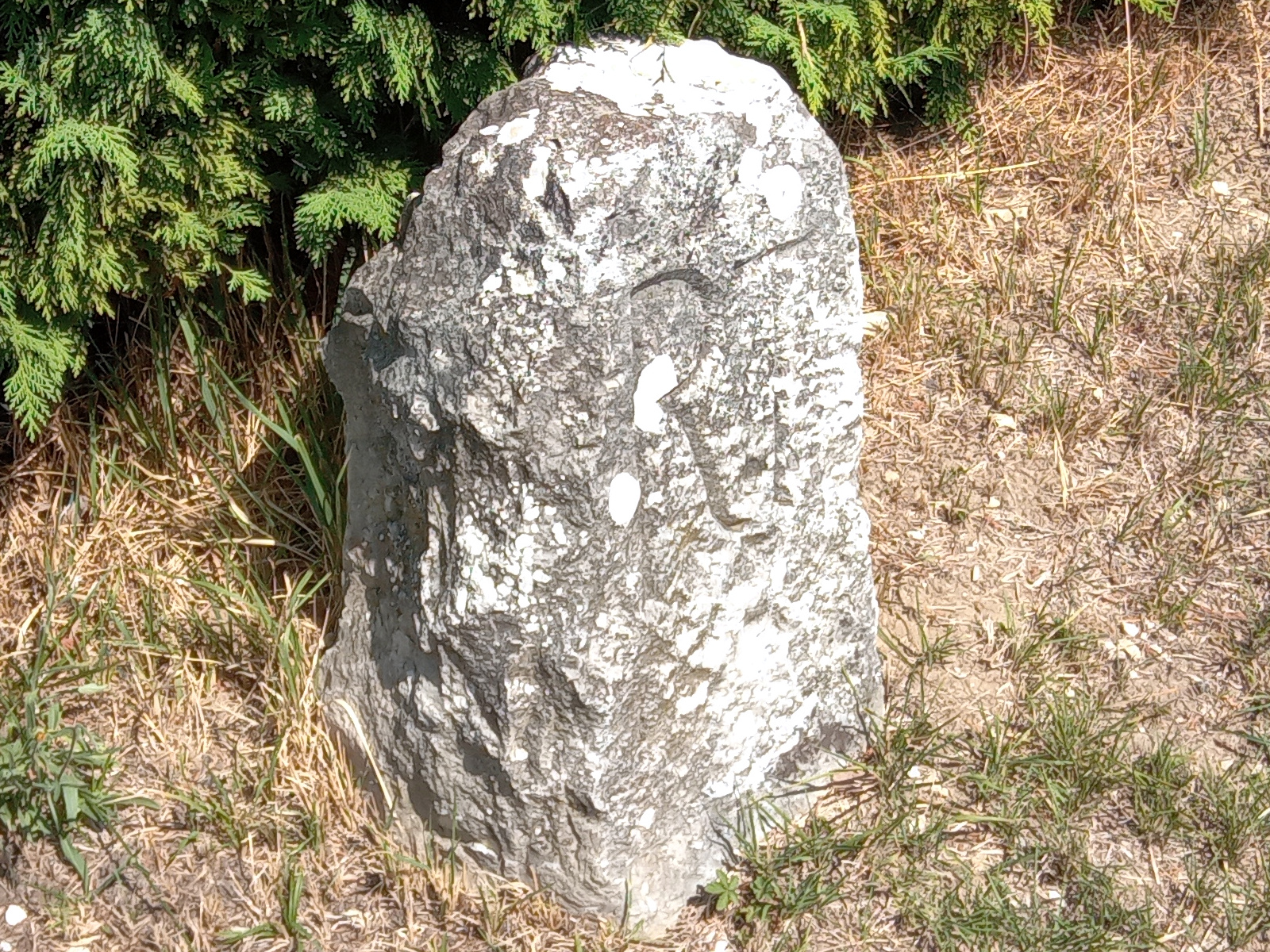
Pietra miliare con l'iscrizione RT (Regio Tratturo) lungo l'attuale SS 17, nei pressi di Isernia.

I comuni attraversati dal tratturo sono:
- Abruzzo
  - Provincia dell'Aquila
    - Pescasseroli, Opi, Civitella Alfedena, Barrea, Alfedena, Scontrone, Castel di Sangro
- Molise
  - Provincia di Isernia
    - Rionero Sannitico, Forlì del Sannio, Isernia, Roccasicura, Miranda, Pettoranello del Molise, Castelpetroso, Santa Maria del Molise, Cantalupo nel Sannio

  - Provincia di Campobasso
    - San Massimo, Bojano, San Polo Matese, Campochiaro, Guardiaregia, Sepino, Cercemaggiore
- Campania
  - Provincia di Benevento
    - Morcone, Santa Croce del Sannio, Circello, Reino, Pesco Sannita, San Marco dei Cavoti, San Giorgio la Molara, Buonalbergo

  - Provincia di Avellino
    - Casalbore, Montecalvo Irpino, Ariano Irpino, Villanova del Battista, Zungoli
- Puglia
  - Provincia di Foggia
    - Monteleone di Puglia, Anzano di Puglia, Sant'Agata di Puglia, Rocchetta Sant'Antonio, Candela

## Monumenti e luoghi d'interesse
- Parco nazionale d'Abruzzo, Lazio e Molise
- Centro storico di Isernia
- Area archeologica di Saepinum
- Area archeologica e taverna di Monte Chiodo
- Tempio italico e borgo medievale di Casalbore
- Area archeologica de La Starza
- Area archeologica di Aequum Tuticum
- Borgo medievale di Zungoli.

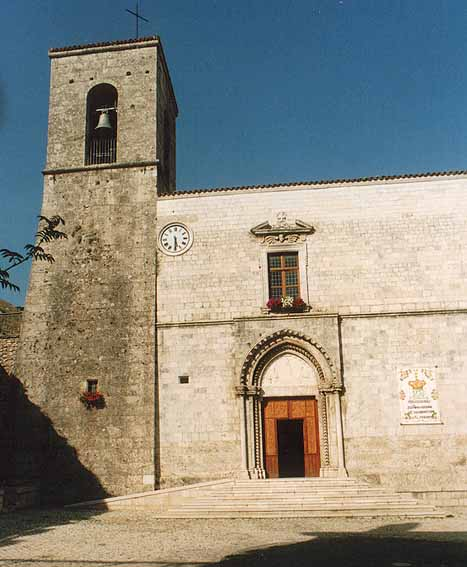
Pescasseroli: Abbazia dei Santi Pietro e Paolo
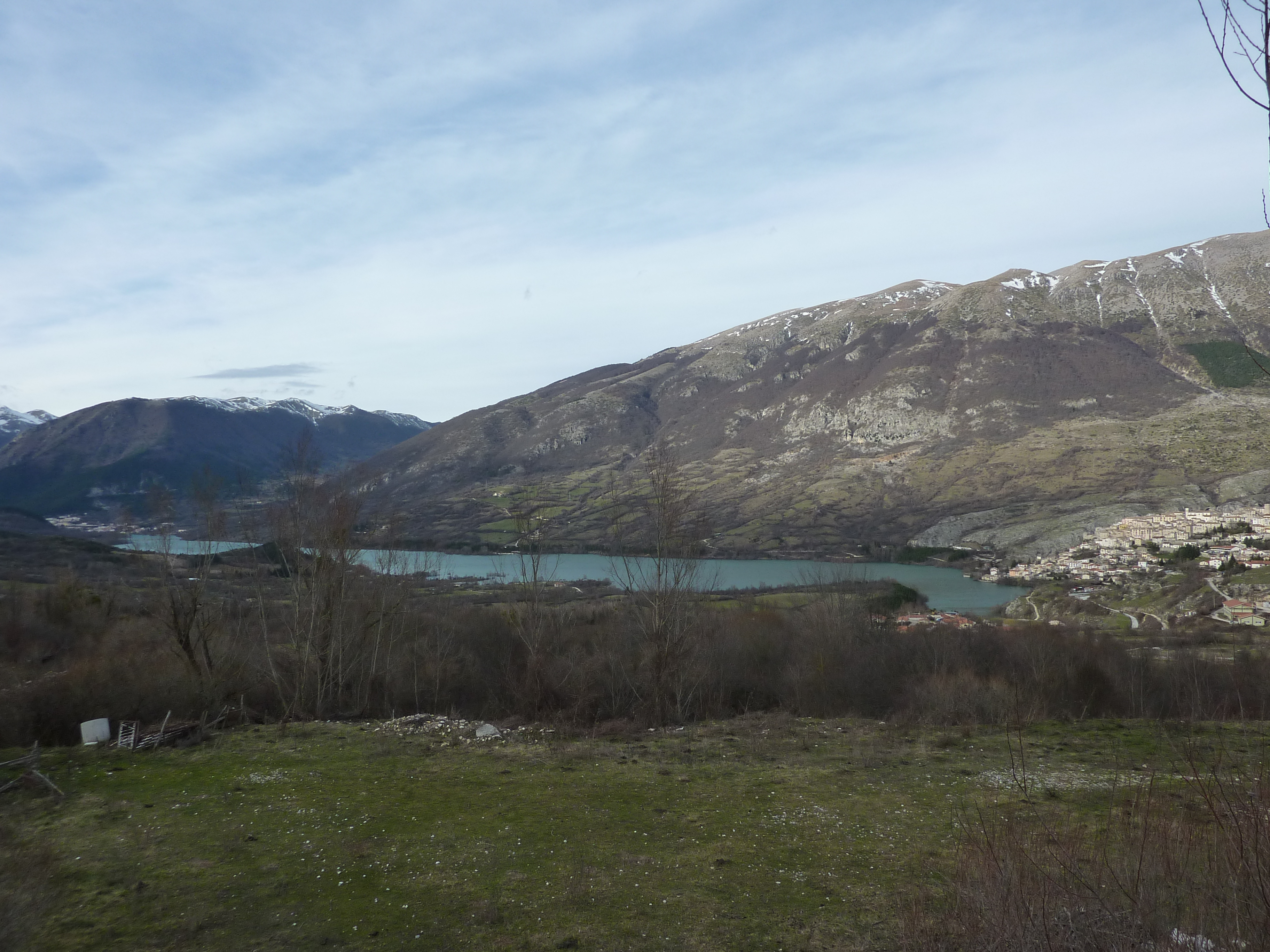
Barrea: Lago
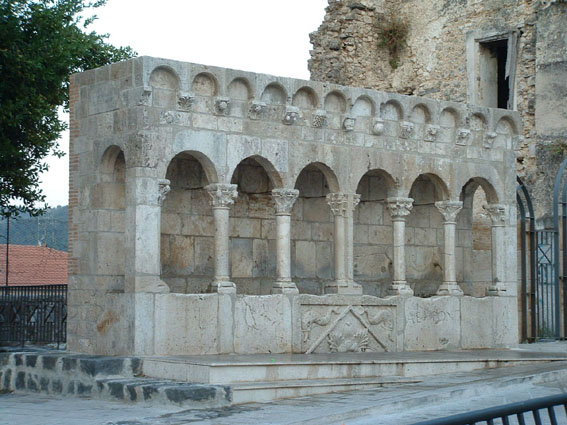
Isernia: Fontana Fraterna
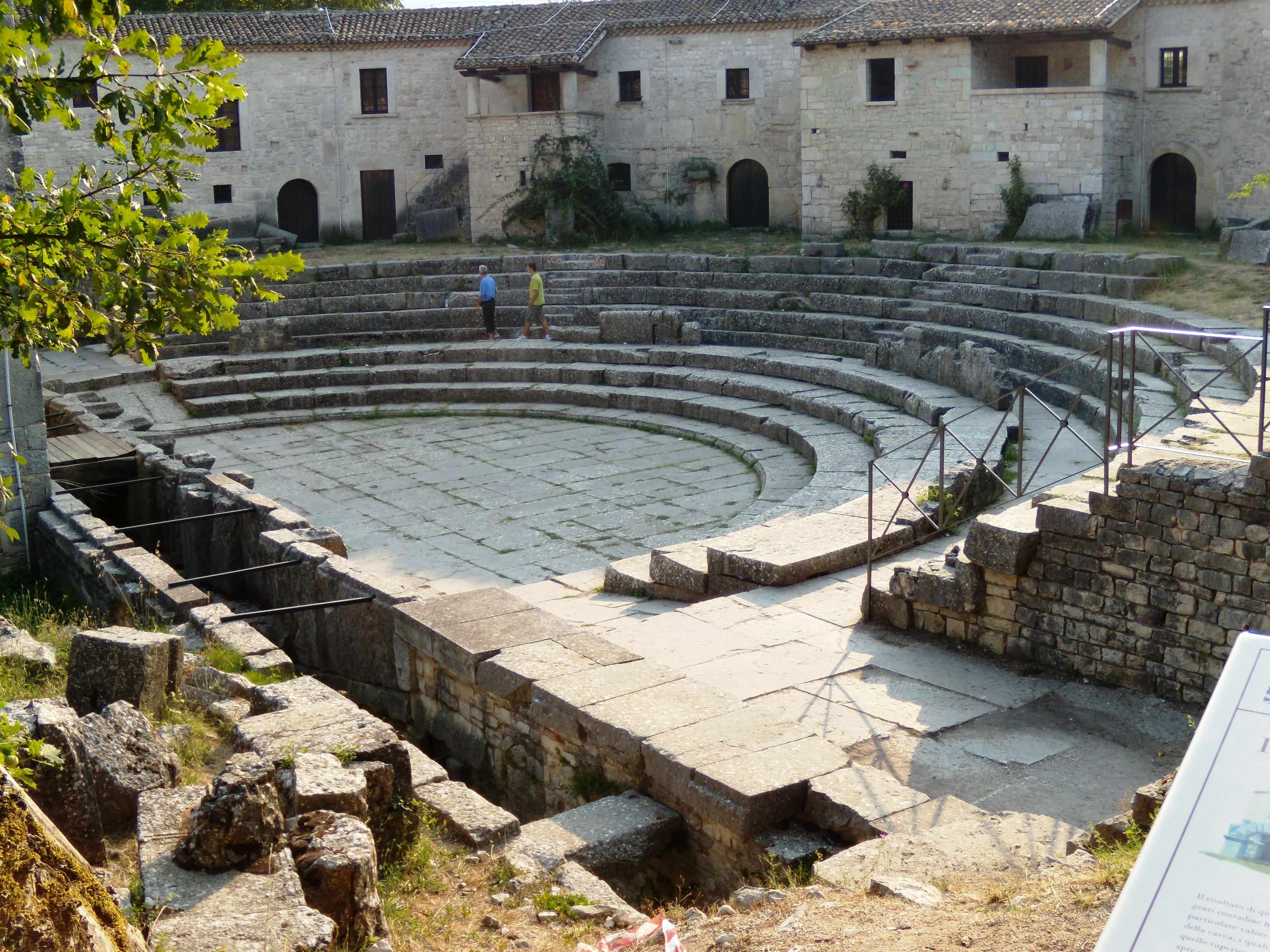
Saepinum: Teatro
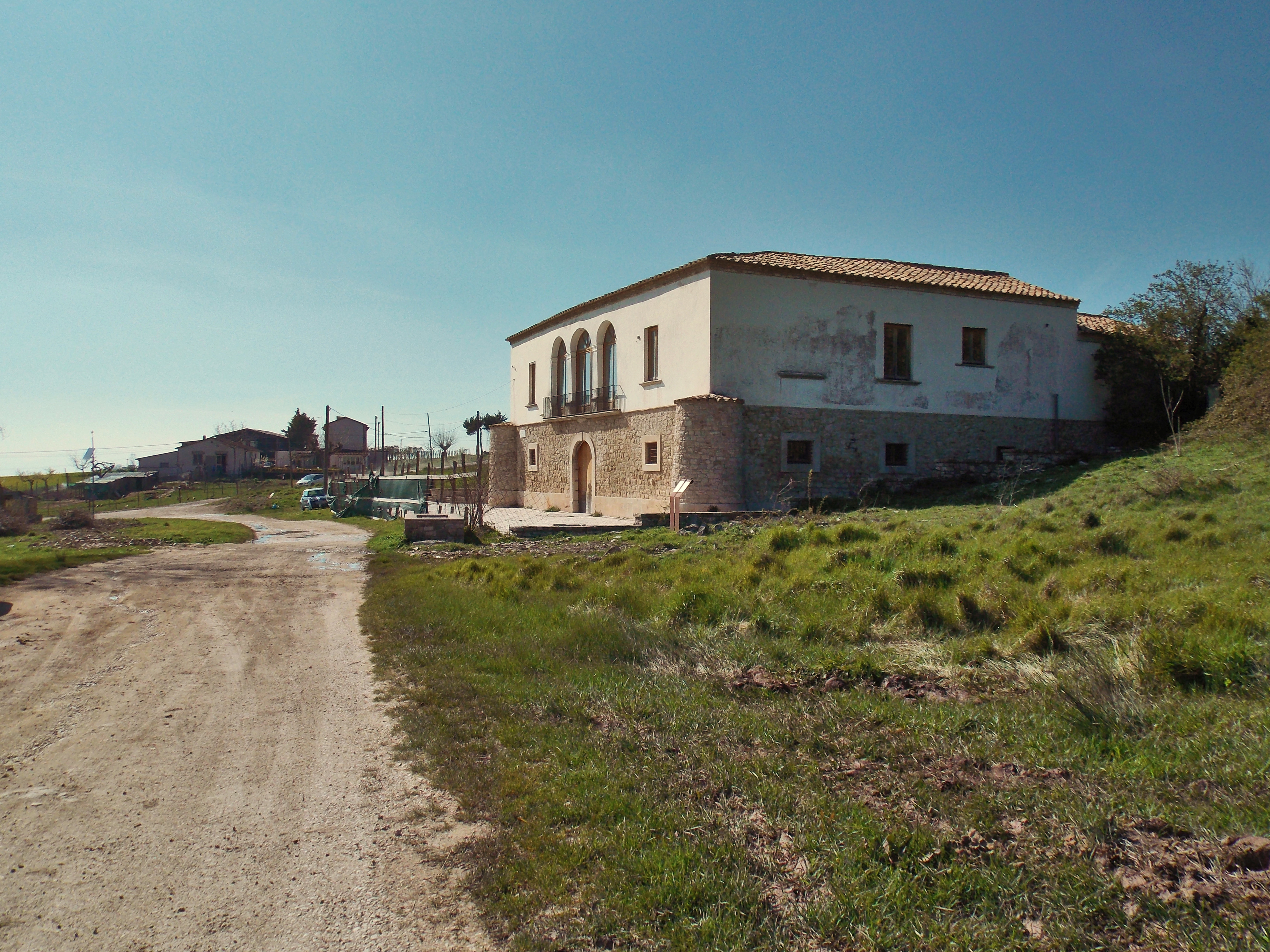
Buonalbergo: taverna di Monte Chiodo
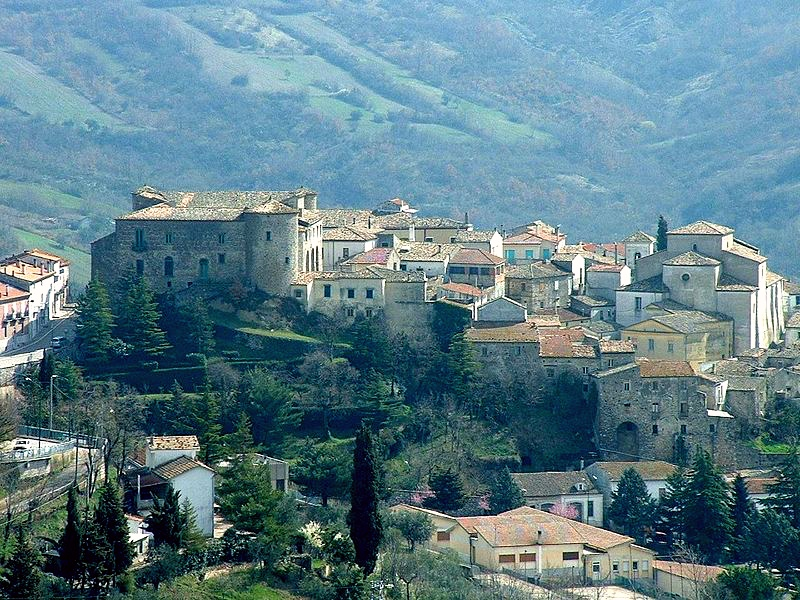
Zungoli: borgo medievale